# Pieter Daniël Theron
Pieter Daniël Theron (* 1945 in Britstown, Nordkap; † 3. Februar 2021) war ein südafrikanischer Acarologe. Er beschrieb zahlreiche Milbenarten Südafrikas.

## Leben
Im Alter von 16 Jahren trat Theron in die Potchefstroom University for Christian Higher Education ein. Nach seinem Bachelor-Abschluss überzeugte ihn Pieter Abraham Jacobus Ryke, der sein Mentor wurde, ein Aufbaustudium zu absolvieren, anstatt den Lehrerberuf zu ergreifen. 1968 erlangte er den Bachelor of Science mit Auszeichnung und den Masterabschluss. 1972 wurde er mit einer Dissertation über ausgewählte im Boden lebende Endeostigmata (Trombidiformes: Acari) unter der Leitung von Ryke zum Doctor of Science promoviert. Von 1966 bis zu seiner Pensionierung im Jahr 2011 war er zunächst an der Potchefstroom University for Christian Higher Education und ab der Gründung im Jahr 2004 an der North-West University (NWU) tätig. Während dieser Zeit war er Leiter sowohl der zoologischen Abteilung als auch des Lehrgangs für Biowissenschaften. Auch nach seiner Pensionierung blieb er sowohl in der Lehre als auch in der Forschung der NWU als außerordentlicher Professor bis 2018 verbunden. 
Theron war auf die Milbenunterordnung Endeostigmata spezialisiert. Gegen Ende seiner Karriere beteiligte er sich auch an Projekten zu Milbenfamilien aus anderen Gruppen. Hieraus resultieren insgesamt 42 Arbeiten, die in Zusammenarbeit mit 35 Mitarbeitern entstanden sind. Der Großteil seiner 71 Veröffentlichungen wurde nach 2003 publiziert. Er war maßgeblich an der Beschreibung von 112 neuen Arten, 23 neuen Gattungen, sowie zwei neuen Familien und einer neuen Unterfamilie und Tribus beteiligt. 
Theron absolvierte mehrere Reisen nach Europa, häufig nach Frankreich, wo er viel Zeit im Muséum national d’histoire naturelle in Paris verbrachte. Hier studierte er in Zusammenarbeit mit Yves Coineau die felsbewohnenden Milbenfamilien Adamystidae und Saxidromidae, woraus fünf Schriften resultierten. Kurz vor seiner Pensionierung und danach arbeitete er mit Nestor Fernandez vom Nationalen Rat für Wissenschaftliche und Technologische Forschung an der Universidad Nacional de La Rioja, Argentinien, über mehrere Hornmilbenfamilien zusammen, über die 32 Artikel entstanden. Am Ende seiner Karriere unterstützte er russische Acarologen während ihrer Forschungsarbeit in Südafrika in den Jahren 2016 und 2018 über Milben der Familie Paratydeidae, die in Termitennestern leben. Diese Zusammenarbeit gipfelte in der Veröffentlichung von acht Artikeln und in der Erstbeschreibung der Art Tanytydeus theroni im Jahr 2019, die nach Theron benannt wurde. Von 1998 bis 2004 war Theron der erste Vorsitzende der in Pretoria gegründeten African Acarology Association.

## Dedikationsnamen
Nach Theron sind ferner die Milbenarten Anaplonobia theroni, Neopetrobia theroni, Stigmaeus pieteri, Typhlodromus theroni, Adamystis theroni, Grandjeanicus theroni und Uropoda theroni benannt.